# Núcleo (álgebra)
Em vários ramos da matemática que caem sob o título de álgebra abstrata, o núcleo de um homomorfismo mede o grau em que o homomorfismo deixa de ser injectivo.